# Rhegmatorhina melanosticta
Rhegmatorhina melanosticta là một loài chim trong họ Thamnophilidae.